# Reyes Demonio (personajes de Digimon)
Los Siete Grandes demonios del digimundo (七大魔王 Nanadaimaou) son un grupo ficticio de la franquicia Digimon. Son 7 digimons del tipo demonio en el nivel mega y que aparecen como tal en el juego de cartas Digimon Card Game. Todos ellos inspirados en un demonio de la creencia judeocristiana. Pese a ser muy poderosos, existen Digimon de los cuales se ha dicho que ni los Reyes Demonio son capaces de derrotar, cómo GranDracmon. Se rebelaron contra el Dios Supremo del Digimundo Yggdrasil y fueron encerrados por él eternamente en el Dark Area.

## Pecados capitales
Todos ellos tienen una marca o un símbolo que los representa (algo parecido a los emblemas de los niños elegidos en Digimon Adventure) símbolo de su poder y cada uno representa uno de los 7 pecados capitales. Estos emblemas también aparecen en la espalda de Lucemon Modo Satán, alrededor del cuerpo del Súper Rey Demonio Ogudomon y grabados en la misteriosa Puerta del Pecado Original. Se desconoce que relación tengan estos con los Siete Grandes Reyes Demonio.
Cada emblema está alineado con un astro de nuestro sistema solar y posee un código especial relacionado con un demonio y un pecado capital: Nombre del demonio, astro que lo representa, demonio y pecado cometido: 
Nombre: Barbamon
Astro: Saturno
Código: 666
Demonio: Mammón o también Barbatos
Pecado que cometió: Avaricia
Nombre: Beelzemon
Astro: Venus
Código: 666
Demonio: Beelzebú
Pecado que cometió: Gula
Nombre: Belphemon
Astro: Marte 
Código: 666
Demonio: Belphegor
Pecado que cometió: Pereza
Nombre: Daemon
Astro: Júpiter
Código: 666
Demonio: Astaroth 
Pecado que cometió: Ira
Nombre: Leviamon
Astro: Mercurio
Código: 666
Demonio: Leviatán
Pecado que cometió: Envidia
Nombre: Lilithmon
Astro: Luna
Código: 666
Demonio: Asmodeo o también Lilith
Pecado que cometió: Lujuria
Nombre: Lucemon
Astro: Sol
Código: 666
Demonio: Lucifer
Pecado que cometió: Soberbia

## Apariciones
Aunque se les conoce como miembros de un grupo jamás se les ha visto a todos juntos en ninguna saga del anime o en los mangas como tal, aunque han aparecido por separado generalmente como enemigos en las distintas sagas, en Digimon Savers los pecados a los que ellos representan son las energías que contaminan el Digisoul humano, y además los siete son mencionados como un mal legendario que existe en el Digimundo desde sus orígenes.

### Anime

#### Digimon Adventure/02
Daemon tiene su aparición en Digimon Adventure 02, jamás mostró su verdadera forma. En vez de eso solo salió usando una túnica roja y de su cuerpo solo podía verse sus cuernos y sus alas.
Daemon hace su aparición en Digimon 02 liderando a los Demon Corps, invadiendo el mundo real para apoderarse de las semillas de la oscuridad de Millenniumon que estaba originalmente en el cuerpo de Ken Ichiouji y que Yukio Oikawa copió y plantó en las mentes de varios niños. Tras muchos enfrentamientos con los niños elegidos, quienes intentaron regresarlo al digimundo en vano, pues la habilidad especial de Daemon es la de abrir la puerta entre el mundo real y el digimundo, deciden mandarlo a la Zona Oscura, de la cual se supone que no puede escapar.

#### Digimon Tamers
Beelzemon es la warp-digievolución de Impmon quien recibió el poder de Caturamon (uno de los 12 Devas) de digievolucionar siempre y cuando acabara con los tamers que iban por la digientelequia (Calumon). Luego de esto Beelzemon se llena con una sed de poder, así que va derrotando a todo digimon que se le ponga enfrente y absorbiendo sus datos, sin nunca llegar a satisfacerse (Gula el pecado que se supone cometió este Rey Demonio). Poco antes de que Takato y sus amigos lleguen con las bestias sagradas, Beelzemon pelea contra Leomon y lo derrota absorbiendo sus datos para después enfrentarse y pelear contra Gallantmon, contra el cual perdió. Decepcionado, malherido y atormentado por la imagen de Juri, Beelzemon sucumbe ante decenas de Chrysalimon quienes lo dejan al borde de resistencia, sin embargo Renamon quien escuchó sus lamentos va en su rescate junto con Rika, quienes lo llevan a la nave para volver al mundo real.
Al regresar al mundo real, Impmon se redime y decide reunirse con sus tamers Makoto y Ai, sin embargo ya no se encontraban en la casa donde vivían. Impmon encuentra un mensaje de sus tamers pero él no sabe leer, trata de pedir ayuda pero todos huyen asustados, por el destino encuentra al maestro de Henry quien lo ayuda a leer el mensaje; Impmon sorprendido le pregunta "oye ¿por qué no corres asustado como los demás?" a lo que el Maestro de Henry responde "jamás debes juzgar a las cosas por su apariencia, sólo te puedo decir que no sentí ningún pensamiento maligno en el interior de tu mente", lo que reafirma el cambio que impmon tuvo en su visión del mundo.
Con una nueva actitud y lleno de confianza dispuesto a remediar sus errores pasados, con ayuda de Makoto quien le entrega una pistola de juguete para "acabar con los malos" puede digievolucionar en Beelzemon Modo Ráfaga, puesto que ya está purificado de la influencia maligna gracias a su unión con sus tamers, vuela veloz al encuentro de sus amigos para el rescate de Juri. Cabe destacar que después de absorber los datos de Leomon, Beelzemon adquirió la habilidad de usar su técnica especial Golpe del Rey Bestia.
Beelzemon Modo Explosivo es la primera evolución Burst Mode de un Digimon acompañante que aparece en el animé, sin embargo no se le presta importancia hasta Digimon Data Squad donde a los protagonistas les toma gran trabajo alcanzarla, Impmon logró hacerlo sin esfuerzo. Otro dato es que impmon es el tercer digimon en el animé capaz de warp-digievolucionar de su etapa rockie a su etapa mega.

#### Digimon Frontier
Lucemon hace su aparición en Digimon Frontier. Dynasmon y Lordknightmon (dos de los Caballeros Reales) fueron reclutados por Lucemon para que lo liberaran de su prisión. Estos destruyeron el Digimundo y le dieron los Digi-códigos de éste para que el recuperara sus poderes. Sin embargo, en lugar de cumplir con su parte del trato (darle a los Caballeros la llave para ir al mundo real), Lucemon los envía a destruir a los niños. Los Caballeros son derrotados y Lucemon absorbe su información para transformarse en Lucemon Modo Caído, quien ofrecerá un gran reto para los niños, pero sería vencido por Susanoomon. Sin embargo, Lucemon resucita como Lucemon Modo Satán (quien es controlado por la verdadera forma de Lucemon, Lucemon Larva), buscando invadir el mundo real. Reuniendo todos sus poderes, los niños y los 10 Guerreros logran derrotarlo, esta vez para siempre, restaurando así el Digimundo destruido.

#### Digimon Savers
Belphemon aparece como el arma secreta de Kurata para dominar tanto el Mundo Real como el Digimundo, después de haber sido resucitado consumiendo la fuerza vital de muchos Digimon. Durante la batalla contra los miembros de DATS, Kurata se fusiona con éste y consume una gran cantidad de bombas de oscilación temporal, las que le dan poder para destruir la tela del espacio tiempo. Pese a todo su poder, es destruido por Masaru y Shine Greymon Burst Mode.

### Mangas

#### Digimon Adventure V-Tamer 01
Demon es el verdadero malo del manga, quien ha creado al digimon súper mega, Arkadimon, para usarlo para recuperar su propio cuerpo Súper Mega. Al principio del manga es dicho que se apoderó del antiguo castillo del Dios de los Digimon y reunió una armada de Digimon malignos para conquistar tanto el Digimundo como el mundo humano. Él es quien invoca a Neo Saiba al Digimundo para que crie a Arkadimon, e intencionalmente se deja absorber de este para luego poder reconfigurar su cuerpo y evolucionar al nivel Súper Mega (cosa que ocurre al final del manga). Pese al gran poder de Demon Súper Mega, es derrotado por UlforceVeedramon Future Mode.

#### Digimon Next
Barbamon es villano del manga, quien ha logrado hackear el cuerpo de Yggdrasil mientras la conciencia de este estaba en el mundo humano, logrando así convertirse en el Dios de los Digimon. Barbamon planea destruir el Digimundo y a los Digimon para recrearlos a su imagen y semejanza y utiliza la tragedia de los Aato Digimon para sus planes. Para esto, usa las Digimemorias para crear al poderoso ente digital llamando NEO. Barbamon en sí, es el guardián de la Digimemoria de la Oscuridad. Es destruido al final por el "Árbitro" VictoryGreymon, pero antes de morir le da su Digimemoria a NEO.

### Videojuegos
En los videojuegos Digimon Savers Another Mission (Digimon World Data Squad) para PS2 y Digimon Story (Digimon World DS) para Nintendo DS, los Demon Lords hacen su debut actuando como grupo, liderados en Another Mission por Lucemon y en Digimon Story por Belphemon.
En el argumento del juego de cartas Digimon Card Game Alpha, los Reyes Demonio tiene un rol muy importante como villanos durante las primeras expansiones, y en las últimas se da a entender que ellos activaron un programa conocido como Programa Tempest, que corrompió a muchos Digimon, incluyendo a las Bestias Sagradas.

## Miembros

### Barbamon
Barbamon recibe el nombre de Barbatos, el duque del Infierno y representa a Mammón el demonio de la avaricia. Su pecado capital es la Avaricia. La apariencia de Barbamon es la de un anciano con barba blanca muy larga y con una capa negra y roja (muy parecido a un brujo).
Es el villano principal del manga Digimon Next, en el cual es capaz de engañar a Yggdrasil y fusionarse con este para convertirse en el nuevo Dios del Digimundo. Después de capturar a Norn (la conciencia de Yggdrasil), Barbamon recluta a Shou, un joven tamer que había perdido a su Digimon camarada, resucitándolo y transformado a Shou en el oscuro hacker tamer "Knight". Con la ayuda de este, Barbamon comienza a restructurar el Digimundo, gobernándolo tiránicamente, mientras busca las Digi-Memorias para completar a NEO, una súper computadora de un futuro muy distante que posee grandes poderes. Durante la batalla contra los héroes, Barbamon es derrotado por los "Árbitros" (unos Digimon especialmente creados por Yggdrasil para destruirle en caso de que se corrompiense) y sacrifica su esencia para entregarle a NEO su Digi-Memoria: la Digi-Memoria de la Oscuridad.
En el videojuego Digimon Savers Another Mission es el jefe del Museo Mirage. En el juego Digimon Story para DS Barbamon es el jefe final del Río de Lava durante la última Onegai Quest del juego.
| Nombre:           | Barbamon                 |  |
| ----------------- | ------------------------ |  |
| Aparece en:       | Digimon Next             |  |
| Nivel             | Mega                     |  |
| Compañero(s):     | Los otros reyes demonios |  |
| Función:          | Virus                    |  |
| Afiliación:       | Digimon Demonio          |  |
| Técnica especial: | Pandemonio perdido       |  |

### Beelzemon
Beelzemon (o Beelzebumon en la versión original) recibe su nombre de Beelzebú, el Príncipe de los Demonios de la mitológia judeocristiana y de Baal sebaoth, la deidad filistea de los ejércitos. Su pecado capital es la Gula. Su apariencia es la de un demonio vestido de negro, como un motociclista rebelde. Posee una motocicleta endiablada llamada Behemoth, que le obedece fielmente. Cuando entra en Modo Ráfaga lleva dos alas con plumas negras en su espalda y un cañón láser en su brazo derecho. Beelzemon es el único Demon Lord y uno de los pocos Digimon que logró obtener el Anticuerpo X. En su forma de Beelzemon X, lleva un traje negro con rojo, cuatro alas de plumas negras y rojas y se dice que sus poderes superan a los del Modo Explosivo. 
En Digimon Savers Another Mission es el jefe del Calabozo Digital y en Digimon Story aparece en Palacio Celestial durante la última Onegai Quest del juego, y al final del juego se une al protagonista (Tamer Rey), para aprender más de la unión entre humanos y Digimon.
| Nombre:             | Beelzemon                                   |  |
| ------------------- | ------------------------------------------- |  |
| Aparece en:         | Digimon Tamers                              |  |
| Nivel               | Mega                                        |  |
| Compañero(s):       | Ai y Makoto (Tamers de Impmon )             |  |
| Función:            | Virus                                       |  |
| Atributo:           | Obscuridad                                  |  |
| Familia:            | NSO Nightmare Soldiers (Soldados Pesadilla) |  |
| Predigievoluciones: | Impmon                                      |  |
| Digievoluciones:    | Beelzemon Modo explosivo Beelzemon X        |  |
| Ataques:            | Double Impact, Darkness Claw                |  |

#### Beelzemon Modo Ráfaga
Se trata de un Señor Demonio final que elevó su poder y espíritu a sus últimos límites. En lugar de una evolución hacia la maldad, mantiene un estado mental más tranquilo, y sus tres ojos, una vez funestos y rojos, se han tornado verdes. Por lo común, demuestra poder y velocidad incomparables, con sus cuatro alas de color negro azabache que surgen desde su parte posterior. Se podría decir que antes de que aparezca la figura de Beelzemon, el oponente ya no existe. Su brazo derecho está integrado con su pistola, que dispara poderosas ondas de energía que desintegran todo en átomos. Su movimiento firma es disparar una onda destructiva de la Blaster de su brazo derecho (Mordisco Mortal), y su Movimiento especial es dibujar un círculo mágico ante sí mismo, a continuación, disparar ondas destructivas hacia el centro (Estrella del Caos)
| Nombre:             | Beelzemon Modo Ráfaga                                                                                             |  |
| ------------------- | --- |  |
| Aparece en:         | Digimon Tamers |  |
| Nivel               | Burst Mode |  |
| Compañero(s):       | Ai y Makoto (Tamers de Impmon )                                                                                   |  |
| Función:            | Virus |  |
| Atributo:           | Obscuridad |  |
| Familia:            | NSO Nightmare Soldiers (Soldados Pesadilla) WG Wind Guardians (Guardianes del Viento) DA Dark Area (Área Obscura) |  |
| Predigievoluciones: | Beelzemon |  |
| Digievoluciones:    | Beelzemon X |  |
| Ataques:            | High Impact, Corona Blaster, Corona of Chaos                                                                      |  |

### Belphemon modo furia
Belphemon recibe su nombre de Belphegor el demonio de la pereza en la mitológia judeocristiana y su pecado capital es la Pereza. Su apariencia es la de una bestia negra parecido a un oso demoníaco con cuernos en la cabeza y con tres pares de alas en su espalda. Por lo regular siempre está en su Modo Sueño por 1000 años hasta que despierta, recuperando su verdadera forma (Modo Furia) y desarrolla una fuerza devastadora. 
Aparece en Digimon Savers Another Mission como el jefe de la Caverna Rage. En Digimon Story es el líder de los Reyes Demonio y se encuentra en el Cinturón Destruido durante la última Onegai Quest del juego. Aunque es lo suficientemente fuerte para derrotar a los miembros de DATS, es derrotado finalmente por el Tamer Rey.
| Nombre:           | Belphemon modo furia         |  |
| ----------------- | ---------------------------- |  |
| Aparece en:       | Digimon Savers               |  |
| Nivel             | Mega                         |  |
| Compañero(s):     | Los otros reyes del infierno |  |
| Función:          | Virus                        |  |
| Afiliación:       | Digimon Demonio              |  |
| Digievoluciones:  | Belphemon Modo Sueño/Astamon |  |
| Técnica especial: | Lampranthus                  |  |

### Daemon
Daemon (Creepymon o Deemon en las traducciones americana, latinoamericana y española), cuyo nombre viene del inglés "demon" que significa demonio, representa a Satanás y a Samael y también a Amon. Su pecado capital es la Ira. Su historia se remonta al mismo pasado del digimundo, cuando era un Seraphimon de alto rango. Fue quien lideró a varios Digimon del tipo ángel en contra del Dios de los Digimon, y como castigo fue enviado al Área Oscura, donde se transformó en una bestia con enormes cuernos y un par de alas en su espalda y su evolución Súper Mega fue sellada por el Dios de los Digimon.
Su primera aparición la hace en el manga Digimon Adventure V-Tamer 01, donde su ambición es gobernar ambos mundos, el real y el digimundo. Para esto, Demon debe revivir su cuerpo Súper Mega. Demon entonces crea a un Digimon de su propio ADN, Arkadimon, el cual está en el estado Súper Mega de forma natural. Sin embargo, sus planes se ven frustrados por Taichi y Zeromaru, por lo que Demon recluta a su propio tamer, Saiba Neo. Luego, se deja absorber por Arkadimon para dominar su cuerpo lentamente. Al final del manga, Demon reaparece como Demon Súper Mega, pero es derrotado en una difícil batalla por Alforce V-dramon Súper Mega, la máxima evolución de Zeromaru.
En Digimon Savers Another Mission Demon es el primer Demon Lord que se enfrentan a los protagonistas. En Digimon Story, Demon es el jefe de las Montañas Hard durante la última Onegai Quest del juego. Cabe resaltar que en Digimon Story, Demon aparece en sus dos versiones la bestial y la encapuchada, siendo esta última accesible para el jugador.
| Nombre:                  | Daemon                                            |  |
| ------------------------ | ------------------------------------------------- |  |
| Aparece en:              | Digimon Adventure V-Tamer 01 Digimon Adventure 02 |  |
| Nivel/Cuerpo:            | Mega                                              |  |
| Compañeros (sirvientes): | SkullSatamon LadyDevimon MarineDevimon            |  |
| Función:                 | Virus                                             |  |
| Atributo:                | Obscuridad                                        |  |
| Familia:                 | UN Unknown                                        |  |
| Digievoluciones:         | Daemon Beast Mode                                 |  |
| Ataques:                 | Flame Inferno, Hammer Knuckle                     |  |

### Leviamon
Leviamon recibe su nombre de la bestia acuática Leviatán, y su pecado capital es la Envidia. Su apariencia es la de un enorme cocodrilo rojo, con el hocico cubierto de metal y unas enormes escamas azules en su lomo. Vive en el Océano Net que existe en el Área Oscura, y una leyenda dice que algún día él se tragara todo el Digimundo. De entre todos los reyes demonio es el que ostenta la fama de tener una fuerza y resistencia física superior. Al igual que Lilithmon, Leviamon aparece en Digimon Xros Wars donde su ataque "Rostrum" está almacenado en una de las legendarias Digimemorias.
En Digimon Savers Another Mission es el jefe de las Profundidades del Mar Jerapilus, y en Digimon Story es el jefe de las Profundidades del Mar Drive durante la última Onegai Quest del juego.
| Nombre:           | Leviamon                                        |  |
| ----------------- | ----------------------------------------------- |  |
| Nivel:            | Mega                                            |  |
| Compañero(s):     | Los otros reyes demonio                         |  |
| Función:          | Virus                                           |  |
| Afiliación:       | Digimon Reptil Digimon Demonio Digimon Acuático |  |
| Técnica especial: | Rostrum                                         |  |

### Lilithmon
Lilithmon recibe su nombre de Lilith la primera mujer según el judaísmo, y representa a Asmodeo, el demonio del deseo carnal en la mitología judeocristiana y el rey de los demonios y esposo de Lilith según el Talmud. Su pecado capital es la Lujuria. Su apariencia es la de una joven y bella mujer vestida de negro junto con un kimono morado y una garra dorada capaz de corromper cualquier cosa que toque. Aparece en Digimon Xros Wars como una de los generales del ejército Bagra.
En Digimon Savers Another Mission  es la jefa de la Isla Livilus. En Digimon Story aparece como la jefa de las Islas Tropicales durante la última Onegai Quest del juego.
| Nombre:           | Lilithmon               |  |
| ----------------- | ----------------------- |  |
| Nivel:            | Mega                    |  |
| Compañero(s):     | Los otros reyes demonio |  |
| Función:          | Virus                   |  |
| Afiliación:       | Digimon Demonio         |  |
| Técnica especial: | Uña Nazar               |  |

### Lucemon Modo Caído
Lucemon Modo Caído (Modo Caos en la versión americana) recibe su nombre de Lucifer (aunque en su primera forma viene de luz en italiano) y su pecado capital es la soberbia. Su apariencia es la de un joven fornido con 6 pares de alas de ángel y 6 pares de alas de demonio, llevando una ropa blanca de un lado y negra de otro. En la mitológia del Digimundo, Lucemon fue considerado como el hijo de Dios, reinando durante la era dorada del Digimundo. Sin embargo, pronto sucumbió ante su sed de poder (muchos creen que fue corrompido por un Digimon demoniaco conocido como Gran Dracmon), y trató de gobernar el Digimundo con mano de hierro. Los Diez Guerreros legendarios se revelaron y lucharon contra él, sacrificando sus vidas para enviarlo al Área Oscura. Se cree que fue Lucemon quien instó a los demás Reyes Demonio a rebelarse contra el Dios de los Digimon, y por eso ellos fueron sellados junto a Lucemon en el Área Oscura.
En Digimon Savers Another Mission, Lucemon Modo Caído es el líder de los reyes Demonio y el último enemigo del juego, enfrentando a los miembros de DATS en el Área Oscura. En Digimon Story, Lucemon es quien reta al Tamer Rey a luchar contra los Reyes Demonio. Es el jefe del Campo de Núcleo durante la última Onegai Quest del juego.
| Nombre:                  | Lucemon Modo Caído                    |  |
| ------------------------ | ------------------------------------- |  |
| Aparece en:              | Digimon Frontier                      |  |
| Nivel:                   | Mega Mode 1                           |  |
| Compañeros (sirvientes): | Dynasmon y RhodoKnightmon             |  |
| Función:                 | Virus                                 |  |
| Afiliación:              | Digimon Demonio Digimon Angel         |  |
| Predigievoluciones:      | Lucemon                               |  |
| Digievoluciones:         | Lucemon Modo Satán Lucemon modo Larva |  |
| Técnica especial:        | Vida o Muerte                         |  |

### Ogudomon
Ogudomon recibe su nombre de la Ogdóada de la mitología egipcia. Ogudomon es un Digimon clasificado como un Súper Rey Demonio, ya que nace la evolución DNA de estos (en el juego de cartas, de al menos dos). Es un Digimon del tipo Encarnación, que tiene en su cuerpo los siete emblemas de los pecados capitales y la habilidad de sincronizarse con ellos al mismo tiempo para tener un poder casi invencible. 
Solo ha aparecido en el juego de cartas, como el jefe final de la 'Battle Terminal 02.
| Nombre:             | Ogudomon                      |  |
| ------------------- | ----------------------------- |  |
| Aparece en:         | Battle Terminal 02            |  |
| Nivel:              | Mega                          |  |
| Función:            | Vacuna y Virus                |  |
| Afiliación:         | Digimon Demonio Digimon Angel |  |
| Predigievoluciones: | Todos los Reyes Demonio       |  |
| Técnica especial:   | Oración grandilocuente        |  |